# Vol Palair Macedonian Airlines 301
Le 5 mars 1993, le vol Palair Macedonian Airlines 301, un vol international régulier entre Skopje, en Macédoine du Nord, et Zurich, en Suisse, exploité par un Fokker F100 de la compagnie aérienne nationale de la Macédoine du Nord, Palair Macedonian Airlines (en), s'est écrasé peu après le décollage de l'aéroport international de Skopje, dans des conditions météos hivernales. 
Sur les 97 passagers et membres d'équipage à bord, seuls 14 ont survécu. Il s'agit de la deuxième catastrophe aérienne la plus meurtrière survenue en Macédoine du Nord, derrière celle du vol Avioimpex 110, survenue huit mois plus tard.
L'enquête a conclu que l'accident avait été causé par une accumulation de glace sur les ailes de l'avion. Il était stationné à Skopje dans des conditions hivernales, avec des chutes de neige et une température extérieure de 0°C. Pendant le ravitaillement, la glace autour de l'emplanture des ailes a fondu en raison de la température du carburant, alors que la glace sur les extrémités des ailes n'a pas fondu. Lors de l'inspection au sol avant le décollage, l'équipage a choisi de ne pas dégivrer l'avion, pensant que la majeure partie de la glace avait fondu et que la couche restante était suffisamment fine pour permettre à l'avion de voler. Cela à entrainer une perte de portance et un décrochage pendant le décollage, ce qui a provoqué le crash.

## Avion
L'appareil impliqué est un Fokker F100, immatriculé PH-KXL. Ce biréacteur court-courrier était neuf, construit en 1992, et a été envoyé à Palair Macedonian Airlines (en) le 27 janvier 1993. Il était équipé de deux turboréacteur à double flux de type Rolls Royce Tay 650-15. Il cumule un total de 188 heures de vol et 136 cycles de vol (décollage/atterrissage) au moment de l'accident.

## Passagers et équipage
Le vol 301 transportait 92 passagers et 5 membres d'équipage. La plupart des passagers étaient des ressortissants Kosovars qui allaient travailler en Suisse. Le journal néerlandais Reformatorisch Dagblad a également rapporté que plusieurs citoyens néerlandais et suisses se trouvaient également à bord de l'avion.
Le vol a été effectué par des membres de Aircraft Financing and Trading (AFT), une société basée aux Pays-Bas, sur la base d'un contrat de location. Les pilotes avaient tous les deux le grade de commandant de bord. 
Le pilote aux commandes (pilote non en fonction (PNF), commandant de bord en formation) était Peter Bierdrager (49 ans), de nationalité néerlandaise. Il cumulé 11 200 heures à son actif, dont 1 180 heures sur Fokker F100. 
Le pilote en formation (pilote en fonction (PF) et commandant de bord par intérim), dont l'identité n'a pas été divulguée, était âgé de 34 ans et de nationalité macédonienne. Il totalise 5 580 heures de vol, dont 65 heures sur Fokker F100. Avant de rejoindre AFT, il était pilote chez JAT Yugoslav Airlines.

## Enquête

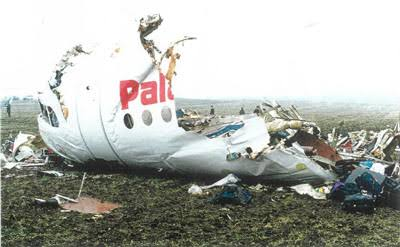
Section avant de l'appareil après l'accident.

Après l'accident, le gouvernement macédonien a immédiatement mis en place la Commission nationale d'enquête sur les accidents (SAIC), dirigée par le ministère yougoslave des Transports et des Communications. En tant que pays ou l'avion a été fabriqué et immatriculé, les Pays-Bas ont été impliqués dans l'enquête. Des représentants de Rolls-Royce et de Swissair ont également été invités à apporter leur aide. Le Bureau d'enquêtes et d'analyses pour la sécurité de l'aviation civile (BEA) français a contribué à l'analyse du contenu des deux enregistreurs de vol : l'enregistreur de paramètres (FDR) et l'enregistreur phonique (CVR).
La commission d'enquête a conclu que la cause de l'accident du vol 301 était la suivante :

« Il a été déterminé que l'impact de l'avion avec le sol, avec une inclinaison prononcée à droite peu après le décollage, a été causé par une perte de contrôlabilité du roulis due à la contamination des ailes par de la glace. Cette situation résulte de l'omission de procéder à la pulvérisation de liquide de dégivrage ou anti-givrage sur l'avion, dans des conditions météorologiques propices au givrage, en raison d'un manque de sensibilisation de l'équipage et des ingénieurs de maintenance au sol concernant les risques liés au givrage. Les facteurs contributifs étaient un manque de connaissances et de procédures communes dans un environnement opérationnel multi-sources difficile. »

Au total, six recommandations ont été publiées, portant sur des questions relatives à la formation des équipages et à l'inclusion de procédures de dégivrage plus spécifiques, à la révision des réglementations existantes concernant les opérations aériennes et à des procédures de nettoyage plus approfondi des avions. 
À la suite de l'accident, le Conseil pour la Sécurité des transports néerlandais a émis une directive de navigabilité, stipulant que chaque exploitant de Fokker F100 est tenu d'effectuer des contrôles physiques pour détecter une éventuelle contamination par la glace sur le bord d'attaque et les parties supérieures des ailes.